# LZ 129 Hindenburg
El LZ 129 Hindenburg fue un dirigible alemán tipo zeppelin, destruido a causa de un incendio cuando aterrizaba en Nueva Jersey el 6 de mayo de 1937. El accidente ocasionó la muerte de 36 personas (alrededor de un tercio de las personas a bordo). Fue ampliamente cubierto por los medios de la época y supuso el fin de los dirigibles como medio de transporte.

## Descripción

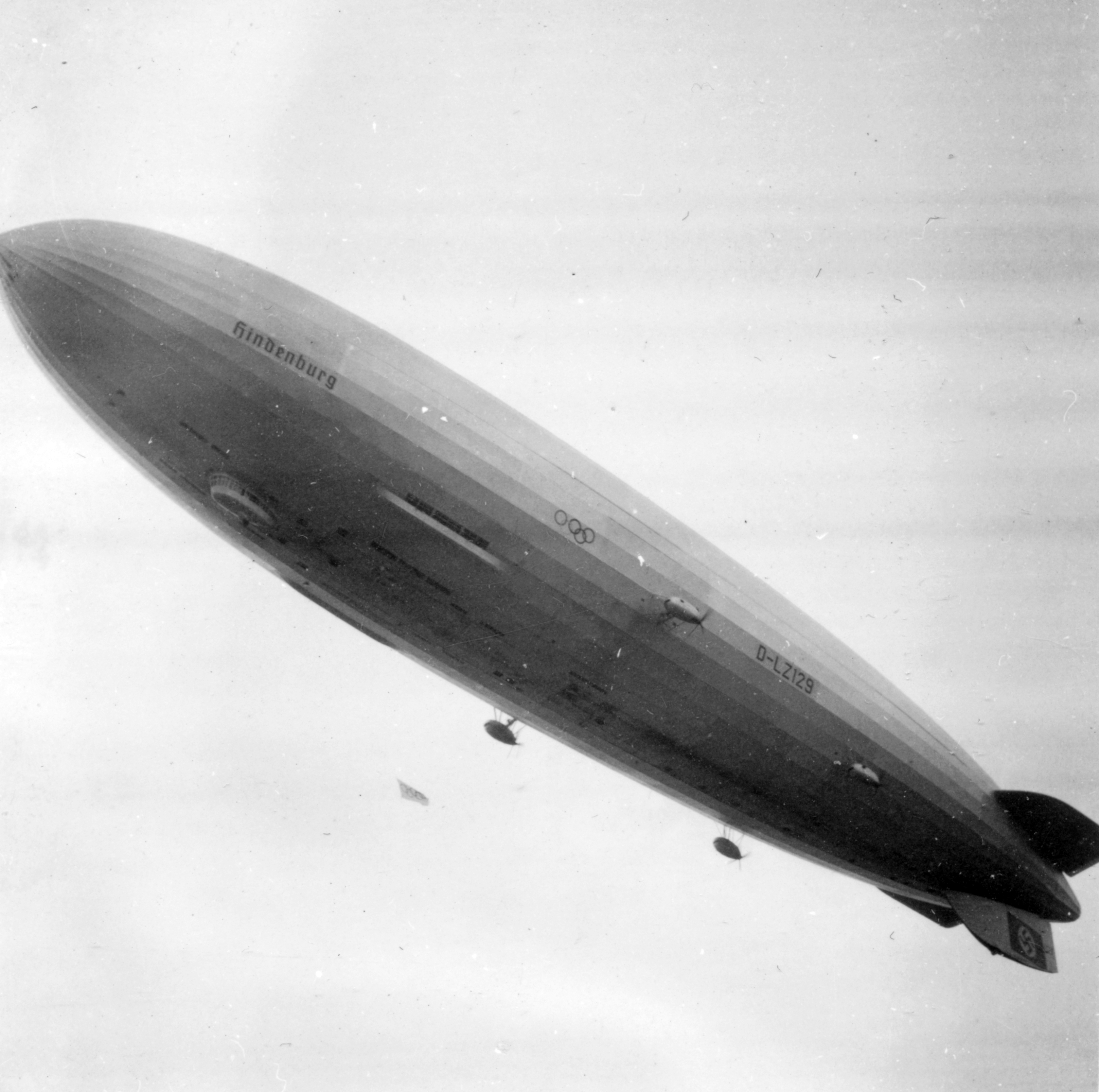
El Hindenburg sobrevolando Berlín durante los Juegos Olímpicos de 1936

El LZ 129 Hindenburg y su gemelo, el LZ 130 Graf Zeppelin II fueron los dos mayores dirigibles construidos, y las aeronaves más grandes jamás construidas. Fue nombrado en honor del presidente alemán Paul von Hindenburg. Era un nuevo diseño, completamente construido de duraluminio: 245 m de largo, 41 m de diámetro, 16 bolsas (14 de hidrógeno y dos balones de aire) con una capacidad de 200 000 m³ de gas, con un empuje útil de 112,1 t (1099 MN), gracias a cuatro motores diésel Daimler-Benz DB 602 de 1200 CV (890  kW). Alcanzaba una velocidad máxima de 135 km/h.
El Hindenburg era más largo que tres Boeing 747 juntos. Originalmente, tenía capacidad para 50 pasajeros —siendo aumentada hasta 72 en 1937—, y una tripulación de 61 personas. Por razones aerodinámicas, las dependencias de los pasajeros se encontraban dentro de la estructura del dirigible, y no en góndolas. Fue cubierto con tela de algodón, barnizada con óxido de hierro y acetato-butirato de celulosa impregnado de polvo de aluminio. Fabricado por Luftschiffbau Zeppelin en 1935 con un coste de 500 000 libras, hizo su primer vuelo el 4 de marzo de 1936.

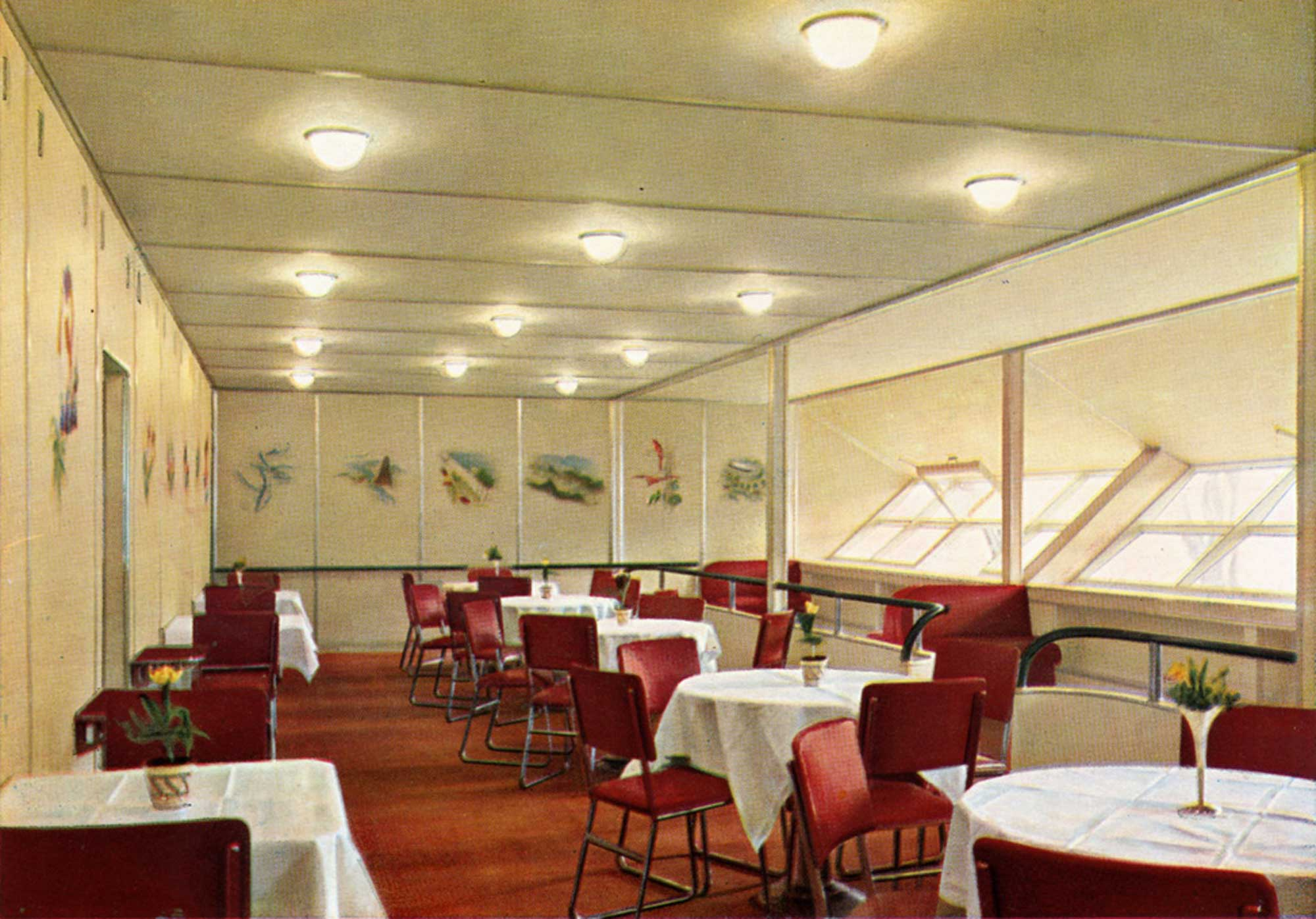
Comedor

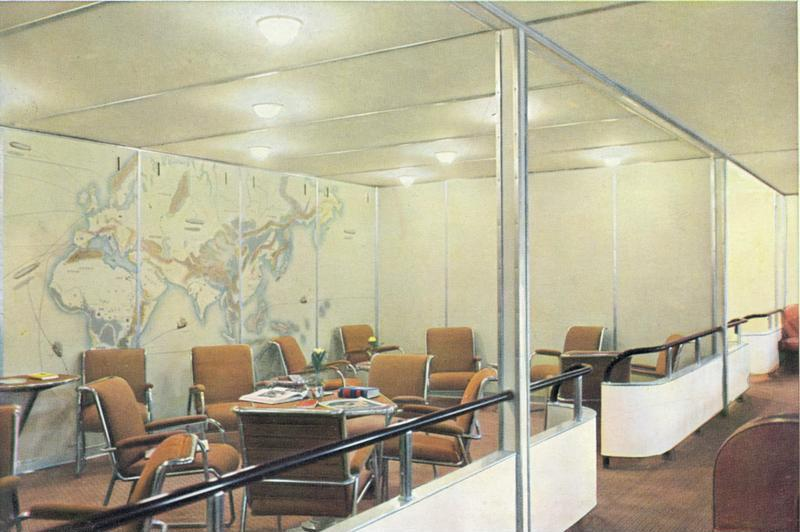
Salón, con el mapa del mundo pintado en la pared

En un primer momento, se pretendió llenar el Hindenburg con helio, pero un embargo del ejército estadounidense sobre este elemento obligó a sus constructores a cambiar el diseño para pasar a usar como gas de elevación el hidrógeno, altamente inflamable y explosivo. A pesar de que la densidad del hidrógeno es la mitad de la del helio, su empuje apenas aumentó en un 10 %. Gracias a este pequeño incremento, en el invierno de 1936 se aumentó su capacidad añadiendo otras 10 cabinas de pasajeros. Nueve de ellas disponían de dos camas, y la última de cuatro. También se retiró un piano para ahorrar peso.
Los alemanes tenían una gran experiencia en la manipulación del hidrógeno de modo seguro, sin sufrir nunca un accidente relacionado con la alta reactividad del gas. Aun así, y para mayor seguridad, se trató la envoltura del dirigible para que no acumulara electricidad estática, evitando de este modo que saltaran chispas. Los ingenieros alemanes tenían tanta confianza en su capacidad para manejar hidrógeno con seguridad, que incluyeron en el dirigible una sala para fumadores.

## Primeros vuelos con éxito
La primera época del Hindenburg venía avalada por los numerosos logros de su predecesor, el Graf Zeppelin, que ya para entonces había volado un millón de millas (1 609 344 km). Durante 1936, en su primer año de uso comercial, el Hindenburg voló 308 323 km, transportando 2798 pasajeros y 160 t de carga y correo. Cruzó 17 veces el océano Atlántico, 10 de las cuales a EE. UU ., y las siete restantes al Brasil. En julio del mismo año, batió un récord al cruzar dos veces el océano en 5 días, 19 h y 51 min, con el boxeador Max Schmeling como pasajero, después de ganar a Joe Louis.
El régimen nazi se apropió de la imagen del Hindenburg como una muestra de la grandeza del poderío alemán. El 1 de agosto de 1936, durante la inauguración de los Juegos Olímpicos de Berlín, el dirigible sobrevoló el estadio olímpico momentos antes de la aparición de Adolf Hitler.

## Accidente

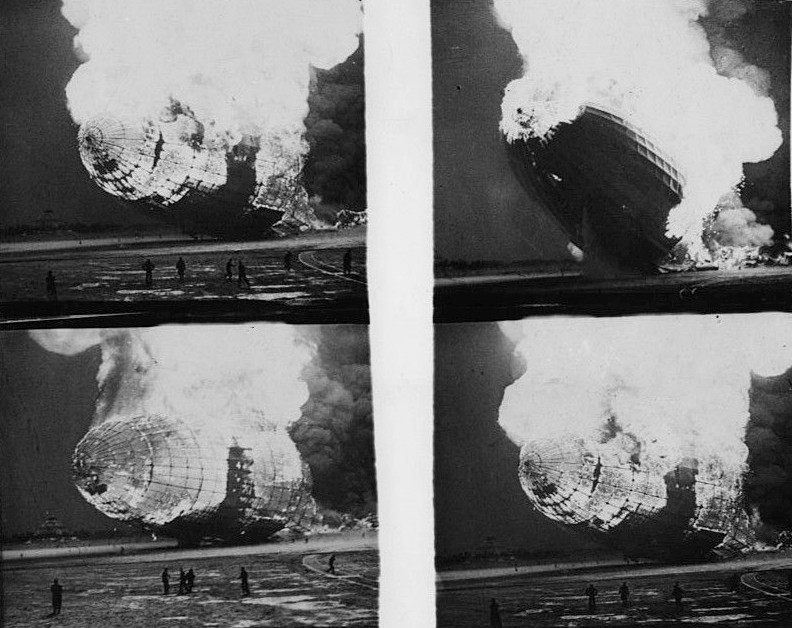
El incendio del Hindenburg, secuencia de desastre filmada por Pathé

El 6 de mayo de 1937, tras haber cruzado el Atlántico, el Hindenburg se acercó a la base de amarre en la Estación Aeronaval de Lakehurst (Nueva Jersey), después de esperar varias horas a que el tiempo tormentoso le permitiera las maniobras de atraque.
A las 19:25, mientras el Hindenburg ya había largado los amarres y se acercaba a la torre, se observó a popa un destello de fuego de San Telmo, que son chispas extensas e inermes de electricidad estática (había una tormenta eléctrica y el aire estaba cargado eléctricamente). Repentinamente, se prendió fuego en la parte superior de la popa, extendiéndose casi instantáneamente por todo el dirigible mientras la estructura caía lentamente sobre los pasajeros que saltaban desde una altura de 15 m y marinos que ayudaban en las maniobras. Quedó destruido por completo en 32 segundos y su esqueleto permaneció largo tiempo en el suelo hasta que fue vendido como chatarra.

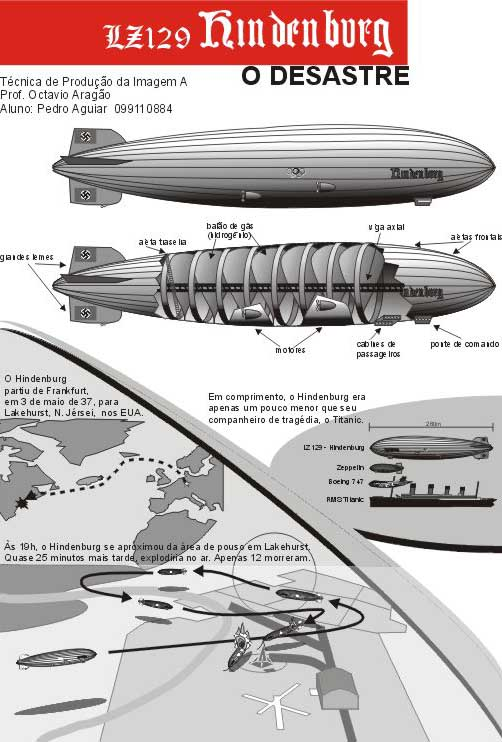
Infografía del accidente

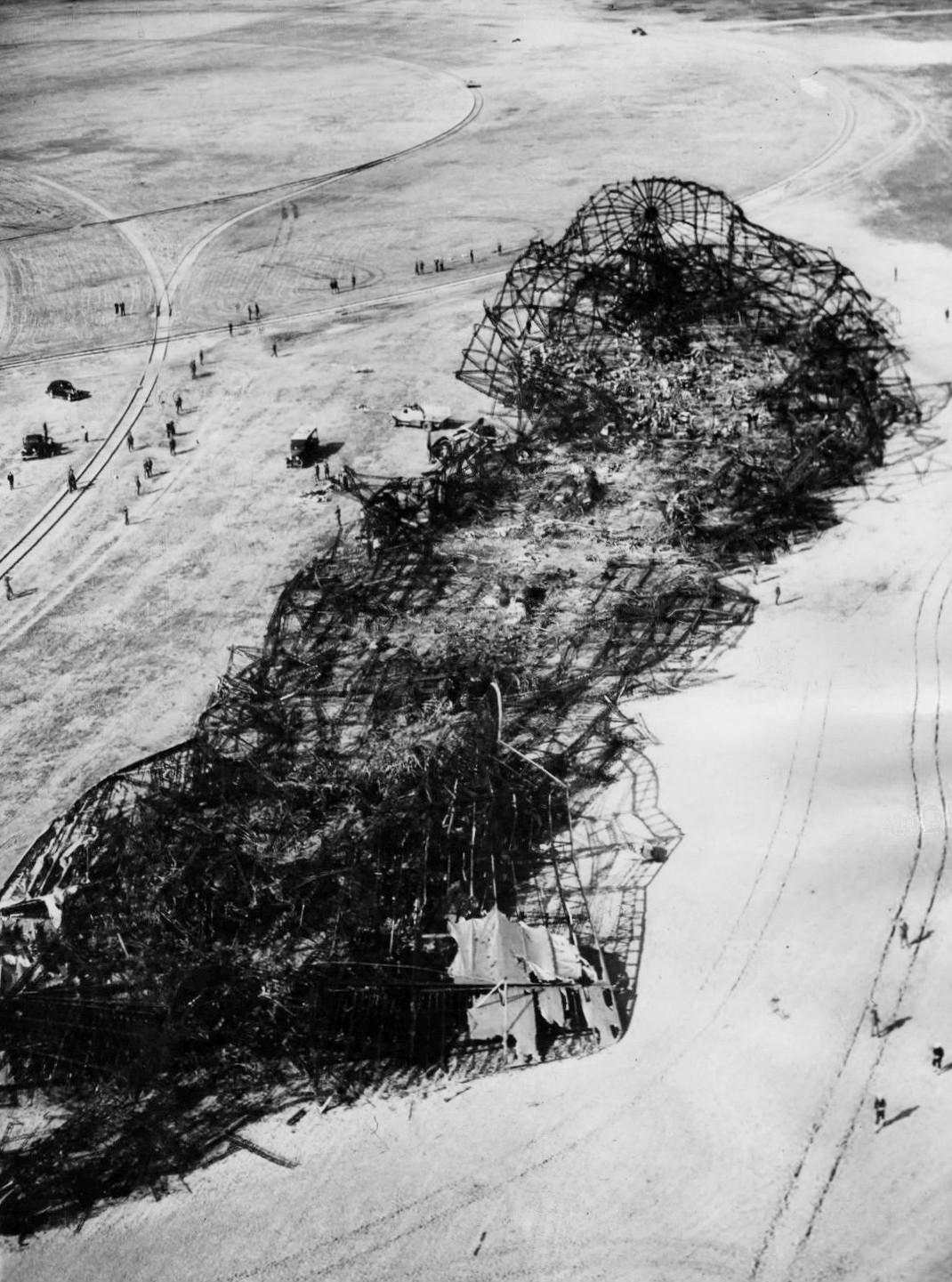
Restos del accidente

A pesar de lo impactante del desastre, de las 97 personas que había a bordo solo 35 murieron, la mayoría de ellas quemadas o aplastadas bajo la estructura. En concreto, 13 de los 36 pasajeros, y 22 de las 61 personas que formaban el servicio de tripulación murieron en el accidente. Muchos de los tripulantes y pasajeros se salvaron gracias a la rotura de los depósitos de agua que cayó sobre ellos, salvándolos de las llamas.
Recientes investigaciones han sugerido que el fuego pudo haberse visto favorecido por la composición del revestimiento. Esto habría colaborado a acelerar el fuego, pudiendo alcanzar específicamente temperaturas de hasta 3000 °C.[cita requerida]
Tras el desastre y posterior investigación, Hitler ordenó terminar con la flota de dirigibles comerciales. El veterano LZ 127 Graf Zeppelin fue desguazado, pero el LZ 130 Graf Zeppelin II, habiéndose acabado su construcción aun a pesar del fatal accidente de su aeronave gemela (por el cual nunca llegó a realizar ningún servicio de transporte de pasajeros), fue usado brevemente antes de su retirada del servicio, como plataforma para la investigación secreta de los experimentales sistemas de radar ingleses que resultó infructuosa.

### Cobertura mediática
El desastre es recordado por la extraordinaria cobertura mediática, a través de películas, fotos, y especialmente, de la narración radiofónica de Herbert Morrison desde el lugar del accidente. La presencia de tantos periodistas se debía al anunciado primer vuelo transatlántico para pasajeros que llegaba a suelo estadounidense en aquel año. La narración de Morrison no fue difundida hasta el día siguiente. Aun así, se convirtió pronto en una de las más recordadas de la historia, con la memorable expresión «¡Oh, la humanidad!» («Oh, the humanity!»), que desde entonces quedó ligada al recuerdo del desastre. Estas palabras de Morrison hay que colocarlas en el contexto de la producción. El periodista se había referido anteriormente a toda la gente allí presente como «masa de humanidad». Usó la frase cuando vio que el dirigible ardiendo iba a caer sobre aquellas personas. 
La gran cobertura mediática del accidente tuvo una gran repercusión en el futuro de los dirigibles para pasajeros. Las múltiples imágenes del siniestro dieron la vuelta al mundo, acabando con la confianza que se tenía en este transporte. Alemania dejó de usarlo con fines comerciales. En Estados Unidos, sin embargo, se incidió en su uso militar al ser factible hacer dirigibles no rígidos rellenos con helio, que en aquel tiempo solo se extraía en Texas.